# بخش جفرسون (شهرستان گرنزی، اوهایو)
بخش جفرسون (به انگلیسی: Jefferson Township) یک منطقهٔ مسکونی در ایالات متحده آمریکا است که در شهرستان گرنزی، اوهایو واقع شده‌است.
 بخش جفرسون ۶۵٫۹ کیلومتر مربع مساحت و ۸۶ نفر جمعیت دارد و ۳۰۳ متر بالاتر از سطح دریا واقع شده‌است.